# Murimonas
Murimonas es un género de bacterias grampositivas de la familia Lachnospiraceae. Actualmente sólo contiene una especie: Murimonas intestini. Fue descrita en el año 2015. Su etimología hace referencia a ratón. El nombre de la especie hace referencia a intestino. Es anaerobia estricta e inmóvil. Tiene forma de cocobacilo, con un tamaño de 1-1,5 μm de ancho por 2-4 μm de largo. Crece en forma individual o en parejas, y en algunos casos en cadenas cortas. Forma colonias circulares, opacas, entre blancas y amarillas y convexas. Se ha aislado del intestino de un ratón. También se ha aislado de humanos.